# A Running Man vendégeinek listája
A Running Man dél-koreai televíziós játékműsor top 30 legtöbbet hívott vendégeinek listája.
Vannak, akik többször is szerepeltek a műsor folyamán, 2021 áprilisával bezárólag a legtöbbször hívott vendég Kang Hanna, aki 21 epizódban szerepelt, a második legtöbbet szerepelt sztár Hong Dzsinjong (Hong Jin-young) 20 epizóddal, a harmadik pedig I Szangjop (Lee Sang-yeob) 16 epizóddal. Külföldi hírességek közül Jackie Chan, Patrice Evra, Tom Cruise, Henry Cavill és Simon Pegg, Ryan Reynolds, Mélanie Laurent és Adria Arjona is szerepelt a műsorban.
| #                                                                                                | Vendég                                   | Epizódok listája                                                              | Epizódok száma összesen | Megjelenések száma összesen |
| ------------------------------------------------------------------------------------------------ | ---------------------------------------- | ----------------------------------------------------------------------------- | ----------------------- | --------------------------- |
| 1                                                                                                | Kang Hanna                               | 343, 380, 392–396, 399–400, 406–408, 426–427, 476–477, 480, 486, 490–491, 509 | 21                      | 13                          |
| 2                                                                                                | Hong Dzsinjong (Hong Jin-young)          | 205, 221, 266, 299, 356–357, 392–396, 399–400, 406–408, 439, 442, 469, 499    | 20                      | 12                          |
| 3                                                                                                | I Szangjop (Lee Sang-yeob)               | 381, 390–396, 399–400, 406–408, 415, 453, 509                                 | 16                      | 10                          |
| 4                                                                                                | Jun Bomi (Yoon Bo-mi) (Apink)            | 202–203, 255, 344, 372, 458–459, 467–469, 500, 529–530                        | 13                      | 8                           |
| 5                                                                                                | Szon Naun (Son Na-eun) (Apink)           | 162, 202–203, 356–357, 360–361, 424, 458–459, 467–469                         | 13                      | 7                           |
| 6                                                                                                | Csong Jonghva (Jung Yong-hwa) (CNBLUE)   | 7, 11, 17, 35–36, 72–73, 104, 127, 129, 186, 242                              | 12                      | 10                          |
| 7                                                                                                | Ho Gjonghvan (Heo Kyung-hwan)            | 202–203, 339, 390–392, 477–478, 483–484, 490–491                              | 12                      | 6                           |
| 7                                                                                                | I Dahi (Lee Da-hee)                      | 388–389, 392–396, 399–400, 406–408                                            | 12                      | 6                           |
| 9                                                                                                | Nichkhun (2PM)                           | 4–5, 19, 40, 50–51, 104, 195, 248, 256, 306                                   | 11                      | 9                           |
| 10                                                                                               | Cso Szeho (Jo Se-ho)                     | 305, 360–361, 367–368, 374–375, 499, 510, 550                                 | 10                      | 7                           |
| 11                                                                                               | Seungri (Big Bang)                       | 30, 84–85, 163, 190, 250, 416–417, 436                                        | 9                       | 7                           |
| 12                                                                                               | Pak Csiszong (Park Ji-sung)              | 96–97, 152–154, 199–200, 283–284                                              | 9                       | 4                           |
| 13                                                                                               | NO Szajon (Noh Sa-yeon)                  | 49, 103, 137, 313, 374–375, 415, 499                                          | 8                       | 7                           |
| 14                                                                                               | Pe Szudzsi (Bae Suzy) (Miss A)           | 55, 93–94, 117, 155, 172–173, 208                                             | 8                       | 6                           |
| 15                                                                                               | I Dzsun (Lee Joon)                       | 8, 95, 104, 108, 129, 162, 320                                                | 7                       | 7                           |
| 16                                                                                               | Kim Gvanggju (Kim Kwang-kyu)             | 15, 32, 159, 176, 271–272, 274                                                | 7                       | 6                           |
| 16                                                                                               | Kim Ubin (Kim Woo-bin)                   | 138, 166, 188–189, 191, 225, 240                                              | 7                       | 6                           |
| 18                                                                                               | I Cshunhi (Lee Chun-hee)                 | 2–3, 76–77, 226, 269, 339                                                     | 7                       | 5                           |
| 19                                                                                               | Csong Undzsi (Jung Eun-ji) (Apink)       | 162, 218, 458–459, 467–469                                                    | 7                       | 4                           |
| 19                                                                                               | Sunmi (Wonder Girls)                     | 367–368, 416–417, 466–467, 510                                                | 7                       | 4                           |
| 19                                                                                               | Szol Ina (Seol In-ah)                    | 388–389, 426–427, 457, 551–552                                                | 7                       | 4                           |
| 19                                                                                               | Pak Cshorong (Park Cho-rong) (Apink)     | 458–459, 467–469, 486, 500                                                    | 7                       | 4                           |
| 23                                                                                               | O Hajong (Oh Ha-young) (Apink)           | 356–357, 458–459, 467–469                                                     | 7                       | 3                           |
| 23                                                                                               | Kim Namdzsu (Kim Nam-joo) (Apink)        | 458–459, 467–469, 529–530                                                     | 7                       | 3                           |
| 25                                                                                               | Pak Szodzsun (Park Seo-joon)             | 184, 198, 246, 263, 295, 362                                                  | 6                       | 6                           |
| 25                                                                                               | So-you (Sistar)                          | 209, 255, 307, 366, 383, 513                                                  | 6                       | 6                           |
| 27                                                                                               | Im Juna (Im Yoon-ah) (Girls' Generation) | 39, 63–64, 254, 363, 460                                                      | 6                       | 5                           |
| 27                                                                                               | Pak Szuhong (Park Soo-hong)              | 179–180, 207, 220, 274, 321                                                   | 6                       | 5                           |
| 27                                                                                               | Kim Szolhjon (Kim Seol-hyun) (AOA)       | 210, 255, 278–279, 402, 481                                                   | 6                       | 5                           |
| 30                                                                                               | Ku Hara (Goo Ha-ra)                      | 2–3, 49, 122, 388–389                                                         | 6                       | 4                           |
| 30                                                                                               | Daesung (Big Bang)                       | 35–36, 84–85, 163, 250                                                        | 6                       | 4                           |
| 30                                                                                               | Sulli (f(x))                             | 55, 75, 129, 152–154                                                          | 6                       | 4                           |
| 30                                                                                               | I Donguk (Lee Dong-wook)                 | 133–134, 136, 179–180, 263                                                    | 6                       | 4                           |
| 30                                                                                               | Kim Dongdzsun (Kim Dong-jun) (ZE:A)      | 192–194, 236, 513, 546                                                        | 6                       | 4                           |
| 30                                                                                               | Ju Bjongdzse (Yoo Byung-jae)             | 243, 312, 390–392, 480                                                        | 6                       | 4                           |
| 30                                                                                               | Kim Dzsimin (Kim Ji-min)                 | 278–279, 377, 416–417, 497                                                    | 6                       | 4                           |
| Forrás: SBS Running Man hivatalos oldal (다시보기 [tasibogi]) Utolsó frissítés: 2021 április 25. |                                          |                                                                               |                         |                             |